# 毛殿颺
毛殿颺（17世纪？—1705年），字益輝，號石亭，廣東博羅縣人，清朝官員。

## 生平
康熙二十九年（1690年）舉人，康熙三十三年（1694年）甲戌科進士。授南陵縣丞，四十年（1701年）知詔安縣，康熙四十四年（1705年），調補臺灣府諸羅縣知縣。同年，因病卒於任上，在任僅數月。